# Ammi-saduqa
Ammi-ṣaduqa (Ammisaduqa, Ammi-zaduqa, Ammizaduqa) war von 1646 bis 1626 v. Chr. (mittlere Chronologie) babylonischer König.

## Leben
Ammi-ṣaduqa war der Nachfolger Ammī-ditānas. Unter seiner Herrschaft fielen wahrscheinlich weitere Gebiete von Babylon ab. Schriftliche Quellen fehlen, da die Jahresformeln, die den Regierungsjahren eines Herrschers Ereignisse zuordnen, zu dieser Zeit nur Bauten oder Ähnliches verzeichnen. Feldzüge sind nicht überliefert. Tontafeln aus Terqa belegen allerdings die Herrschaft des Ammi-ṣaduqa.
Erlasse aus der Regierungszeit Ammi-ṣaduqas betreffen die Schulden des gewöhnlichen Volkes. Ein mešarum-Edikt, wahrscheinlich aus dem ersten Regierungsjahr Ammi-ṣaduqas, legt Strafen für betrügerische Gläubiger (Zahlung des Sechsfachen der Schuldsumme, sonst Todesstrafe) und gewalttätige Steuereintreiber (Todesstrafe) fest und regelt das Abgabensystem.
Aus der Regierungszeit des Ammi-ṣaduqa stammt die älteste bekannte Version des Atraḫasis-Epos, aus dem mit verändertem Inhalt (aber teilweise wörtlich) das Gilgamesch-Epos hervorging.

## Venus-Beobachtungen

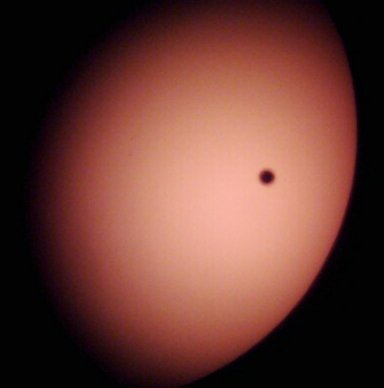
Venustransit am 8. Juni 2004.

Die Venus-Tafeln des Ammi-ṣaduqa stellen das bislang älteste Schriftdokument zur Planetenbeobachtung dar. Die in der Bibliothek des Aššurbanipal in Ninive entdeckten Keilschrifttexte beinhalten insbesondere Beobachtungen der Venus und deren synodischer 584-Tage-Periode.
Sollte für Ammi-ṣaduqa die mittlere Chronologie zutreffend sein, fand in seinem 5. Regierungsjahr am 6. Maigreg. (3. Ajaru, 20. Maijul.) 1642 v. Chr. der sehr selten auftretende Venustransit statt. Deutlich weiter nördlich oder westlich von Babylonien hätte das Ereignis abends beobachtet worden sein können, weil die Sonne dort noch nicht untergegangen war. Das Maximum wurde gegen 21 Uhr UTC erreicht.